# Vuelta a España 1974
La 29.ª edición de la Vuelta a España se disputó del 23 de abril al 12 de mayo de 1974 con un recorrido de 2987 km dividido en un prólogo y 19 etapas, tres de ellas dobles, con inicio en Almería y final en San Sebastián.
Participaron 88 corredores repartidos en 9 equipos, de los que solo lograron finalizar la prueba 55 ciclistas.
El vencedor, José Manuel Fuente, cubrió la prueba a una velocidad media de 34,420 km/h. Los también españoles Domingo Perurena y José Luis Abilleira se impondrían respectivamente en las clasificaciones por puntos y de la montaña.
Esta edición de la Vuelta contaba con la presencia de los tres primeros clasificados del Tour del año anterior, los cuales partían entre los favoritos. Junto a ellos, sonaban otros nombres como el del portugués Joaquim Agostinho o el español Miguel María Lasa, como posibles candidatos a la victoria final.
Hasta la 8.ª etapa, tres corredores habían vestido el maillot amarillo: Roger Swerts, Bernard Thévenet y Domingo Perurena. En el segundo sector de aquella etapa, una contrarreloj por equipos de 4 kilómetros, se produjo un desafortunado accidente en el cual se vio implicado el equipo La Casera, dirigido por Federico Martín Bahamontes. El equipo salió muy mal parado, con las bajas de Pedro Torres, con fractura de clavícula, y Andrés Oliva, con traumatismo craneoencefálico.
Perurena perdió el maillot amarillo en la 10.ª etapa en beneficio de José Manuel Fuente. El asturiano llegó hasta la penúltima etapa con una considerable ventaja sobre sus perseguidores, pero una caída durante el final de la misma le hizo perder casi un minuto. La contrarreloj del último día se presentaba muy dura para Fuente, pues el portugués Agostinho era un especialista sobre la especialidad. Al final, a pesar de la gran etapa disputada por Agostinho, Fuente logró mantener el liderato por tan solo 11 segundos de ventaja, ganando así su segunda Vuelta a España. Miguel María Lasa, tercero, les acompañó en el podio.
Nueve de las etapas disputadas fueron ganadas por ciclistas españoles. Perurena se adjudicó la clasificación por puntos y Abilleira la de la montaña y la combinada.

## Etapas
| Etapa   | Fecha       | Recorrido                        | Km         | Ganador                 | Líder              |
| Prólogo | 23 de abril | Almería-Almería                  | 5 (CRI)    | Roger Swerts            | Roger Swerts       |
| 1.ª     | 24 de abril | Almería-Almería                  | 98         | Eddy Peelman            | Roger Swerts       |
| 2.ª     | 25 de abril | Almería-Granada                  | 187        | Eric Leman              | Bernard Thévenet   |
| 3.ª     | 26 de abril | Granada-Fuengirola               | 161        | Rik Van Linden          | Bernard Thévenet   |
| 4.ª     | 27 de abril | Marbella-Sevilla                 | 206        | Rik Van Linden          | Domingo Perurena   |
| 5.ª     | 28 de abril | Sevilla-Córdoba                  | 139        | Domingo Perurena        | Domingo Perurena   |
| 6.ª     | 29 de abril | Córdoba-Ciudad Real              | 211        | Eddy Peelman            | Domingo Perurena   |
| 7.ª     | 30 de abril | Ciudad Real-Toledo               | 126        | Domingo Perurena        | Domingo Perurena   |
| 8.ªa    | 1 de mayo   | Toledo-Madrid                    | 167        | Roger Swerts            | Domingo Perurena   |
| 8.ªb    | 1 de mayo   | Circuito del Jarama              | 4 (CRE)    | KAS                     | Domingo Perurena   |
| 9.ª     | 2 de mayo   | Madrid-Los Ángeles de San Rafael | 158        | José Manuel Fuente      | Domingo Perurena   |
| 10.ªa   | 3 de mayo   | Los Ángeles de San Rafael        | 5 (CRI)    | Raymond Delisle         | José Manuel Fuente |
| 10.ªb   | 3 de mayo   | Los Ángeles de San Rafael-Ávila  | 125        | Martin Martínez         | José Manuel Fuente |
| 11.ª    | 4 de mayo   | Ávila-Valladolid                 | 168        | José Luis Uribezubia    | José Manuel Fuente |
| 12.ª    | 5 de mayo   | Valladolid-León                  | 203        | Roger Swerts            | José Manuel Fuente |
| 13.ª    | 6 de mayo   | León-Monte Naranco               | 128        | José Manuel Fuente      | José Manuel Fuente |
| 14.ª    | 7 de mayo   | Oviedo-Cangas de Onís            | 134        | Joaquim Agostinho       | José Manuel Fuente |
| 15.ª    | 8 de mayo   | Cangas de Onís-Laredo            | 210        | Juan Manuel Santisteban | José Manuel Fuente |
| 16.ª    | 9 de mayo   | Laredo-Bilbao                    | 133        | Gerben Karstens         | José Manuel Fuente |
| 17.ª    | 10 de mayo  | Bilbao-Miranda de Ebro           | 157        | Agustín Tamames         | José Manuel Fuente |
| 18.ª    | 11 de mayo  | Miranda de Ebro-Éibar            | 152        | Agustín Tamames         | José Manuel Fuente |
| 19.ªa   | 12 de mayo  | Éibar-San Sebastián              | 79         | Manuel Antonio García   | José Manuel Fuente |
| 19.ªb   | 12 de mayo  | San Sebastián-San Sebastián      | 35,9 (CRI) | Joaquim Agostinho       | José Manuel Fuente |

## Equipos participantes
| Equipo               | Jefe de filas      |
| Kas                  | José Manuel Fuente |
| Ijsboerke-Colner     | Roger Swerts       |
| Bic                  | Joaquim Agostinho  |
| Peugeot-BP           | Raymond Delisle    |
| MIC-Ludo-De Gribaldy | Jan Van de Wiele   |

| Equipo                    | Jefe de filas       |
| Coelima - Benfica         | Fernando Mendes     |
| La Casera-Peña Bahamontes | José Luis Abilleira |
| Magiglace - Juaneda       | Bernard Guyot       |
| Monteverde                | Ventura Díaz        |

## Clasificaciones
En esta edición de la Vuelta a España se diputaron seis clasificaciones que dieron los siguientes resultados:
| \| 1. \| José Manuel Fuente \| España \| KAS \| 86h 48' 18" \| \| \| 2. \| Joaquim Agostinho \| Portugal \| BIC \| + 11" \| \| \| 3. \| Miguel María Lasa \| España \| KAS \| + 1' 09" \| \| \| 4. \| Luis Ocaña \| España \| BIC \| + 1' 58" \| \| \| 5. \| Domingo Perurena \| España \| KAS \| + 4' 29" \| \| \| 6. \| José Antonio González Linares \| España \| KAS \| + 5' 56" \| \| \| 7. \| Jean-Pierre Danguillaume \| Francia \| PEU \| + 6' 29" \| \| \| 8. \| José Luis Uribezubia \| España \| KAS \| + 6' 33" \| \| \| 9. \| Ventura Díaz \| España \| MON \| + 8' 25" \| \| \| 10. \| Roger Swerts \| Bélgica \| IJS \| + 8' 28" \| \| |                               |          |     |             |  |
| 1. | José Manuel Fuente            | España   | KAS | 86h 48' 18" |  |
| 2. | Joaquim Agostinho             | Portugal | BIC | + 11"       |  |
| 3. | Miguel María Lasa             | España   | KAS | + 1' 09"    |  |
| 4. | Luis Ocaña                    | España   | BIC | + 1' 58"    |  |
| 5. | Domingo Perurena              | España   | KAS | + 4' 29"    |  |
| 6. | José Antonio González Linares | España   | KAS | + 5' 56"    |  |
| 7. | Jean-Pierre Danguillaume      | Francia  | PEU | + 6' 29"    |  |
| 8. | José Luis Uribezubia          | España   | KAS | + 6' 33"    |  |
| 9. | Ventura Díaz                  | España   | MON | + 8' 25"    |  |
| 10. | Roger Swerts                  | Bélgica  | IJS | + 8' 28"    |  |

| \| 1. \| Domingo Perurena \| España \| KAS \| 210 puntos \| \| 2. \| Eric Leman \| Bélgica \| MIC \| 186 puntos \| \| 3. \| Miguel María Lasa \| España \| KAS \| 159 puntos \| |                   |         |     |            |
| 1. | Domingo Perurena  | España  | KAS | 210 puntos |
| 2. | Eric Leman        | Bélgica | MIC | 186 puntos |
| 3. | Miguel María Lasa | España  | KAS | 159 puntos |

| \| 1. \| José Luis Abilleira \| España \| CAS \| 108 puntos \| \| 2. \| José Manuel Fuente \| España \| KAS \| 61puntos \| \| 3. \| Luis Ocaña \| España \| BIC \| 61 puntos \| |                     |        |     |            |
| 1. | José Luis Abilleira | España | CAS | 108 puntos |
| 2. | José Manuel Fuente  | España | KAS | 61puntos   |
| 3. | Luis Ocaña          | España | BIC | 61 puntos  |

| \| 1. \| Javier Elorriaga \| España \| KAS \| 48 puntos \| |                  |        |     |           |
| 1.                                                         | Javier Elorriaga | España | KAS | 48 puntos |

| \| 1. \| José Luis Abilleira \| España \| CAS \| - \| |                     |        |     |   |
| 1.                                                    | José Luis Abilleira | España | CAS | - |

| \| 1. \| Kas \| España \| KAS \| 260h 03' 03" \| |     |        |     |              |
| 1.                                               | Kas | España | KAS | 260h 03' 03" |